# Statue d'Octave Auguste
La statue du premier empereur romain Octave Auguste, réalisée à l'image du dieu suprême Jupiter, est une sculpture romaine créée dans la première moitié du Ier siècle après J.C. par un sculpteur inconnu.
La sculpture est conservée au musée de l'Ermitage à Saint-Pétersbourg .

## Galerie

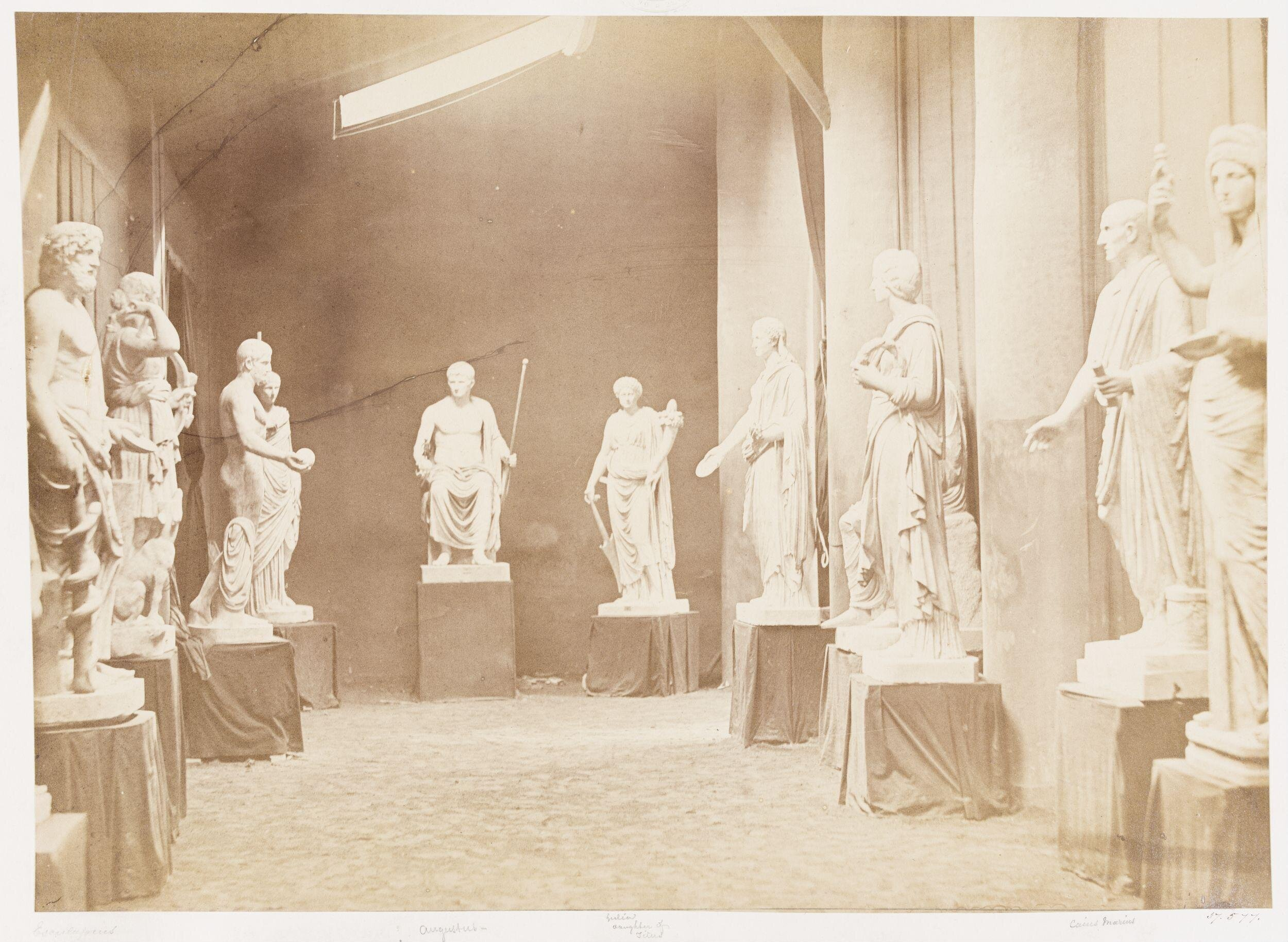
Au Musée Campana

|  |  |  |  |  |

## Liens
- (ru) « Предметы. Статуя императора Октавиана Августа в образе Юпитера (ГР-4191) », Эрмитаж (consulté le 30 mars 2020)
- Зал Августа. Виртуальный визит // Государственный Эрмитаж